# Gerhard Werner (Politiker)
Gerhard Werner (* 21. August 1912 in Rengersdorf; † 10. Juli 1988 in Hannoversch Münden) war ein deutscher Jurist und Politiker.

## Leben
Als Sohn eines Juristen geboren, studierte Werner nach dem Besuch des Gymnasiums in Neisse Rechts- und Staatswissenschaften in Breslau. Dort wurde er 1934 Mitglied der Breslauer Burschenschaft der Raczeks. Nach Examina und Referendariat wurde er 1942 zum Regierungsrat ernannt. 1948 kam er nach Hannoversch Münden, wurde FDP-Mitglied sowie Ratsherr und Kreistagsabgeordneter. Im Dezember 1948 wurde er Landrat im Landkreis Münden, 1952 bis 1954 Bürgermeister und 1954 Stadtdirektor. 1966 ging er in Pension.